# Mühlbach (Kahl, Königshofen)
Der Mühlbach ist ein rechter Nebenarm der Kahl in Königshofen im Landkreis Aschaffenburg im bayerischen Spessart. Es handelt sich um kein natürliches Gewässer, denn der Mühlbach wurde ursprünglich zum Betreiben der Geisenhof-Mühle angelegt.

## Geographie

### Verlauf
Der Mühlbach zweigt westlich der Flederichsmühle von der Kahl ab. Er fließt mit leichtem Gefälle nach Westen, unterquert die Strecke der Kahlgrundbahn und erreicht das Ortsgebiet von Königshofen. Dort verläuft der Mühlbach neben der Geisenhöfer Straße (Kahltal-Spessart-Radweg) bis zu den alten Gebäuden der ehemaligen Geisenhof-Mühle, quert danach erneut die Kahlgrundbahn und mündet an der Kahlbrücke wieder in die Kahl.
Der Mühlbach hat mit 1,1 km in etwa die gleiche Länge wie der linke, natürliche Lauf der Kahl.

### Flusssystem Kahl
- Liste der Fließgewässer im Flusssystem Kahl